# Geoff Lees
Geoffrey Lees,  britanski dirkač Formule 1, * 1. maj 1951, Kingsbury, Warwickshire, Anglija, Združeno kraljestvo.
V sezoni 1981 je osvojil prvenstvo Evropske Formule 2, v sezoni 1983 pa še Japonske Formule 2. V Formuli 1 je debitiral na domači dirki za Veliko nagrado Velike Britanije v sezoni 1978, kjer se mu ni uspelo kvalificirati na dirko. V naslednji sezoni 1979 je nastopil le na dirki za Veliko nagrado Nemčije, kjer je s sedmim mestom dosegel svoj najboljši rezultat v karieri. V sezoni 1980 je na osmih dirkah dosegel le eno uvrstitev na trinajsto mesto, v sezoni 1981 pa na dveh dirkah eno dvanajsto mesto, kasneje pa ni več dirkal v Formuli 1.

## Popolni rezultati Formule 1
(legenda) (odebeljene dirke pomenijo najboljši štartni položaj, poševne pa najhitrejši krog, †-uvrščen kljub odstopu)
| Leto | Moštvo                 | Šasija         | Motor   | 1   | 2   | 3      | 4        | 5       | 6       | 7       | 8       | 9   | 10     | 11      | 12      | 13  | 14      | 15  | 16  | Prv | Toč |
| ---- | ---------------------- | -------------- | ------- | --- | --- | ------ | -------- | ------- | ------- | ------- | ------- | --- | ------ | ------- | ------- | --- | ------- | --- | --- | --- | --- |
| 1978 | Mario Deliotti Racing  | Ensign N175    | Ford V8 | ARG | BRA | JAR    | ZZDA     | MON     | BEL     | ŠPA     | ŠVE     | FRA | VB DNQ | NEM     | AVT     | NIZ | ITA     | ZDA | KAN | NC  | 0   |
| 1979 | Candy Tyrrell Team     | Tyrrell 009    | Ford V8 | ARG | BRA | JAR    | ZZDA     | ŠPA     | BEL     | MON     | FRA     | VB  | NEM 7  | AVT     | NIZ     | ITA | KAN     | ZDA |     | NC  | 0   |
| 1980 | Shadow Cars            | Shadow DN11    | Ford V8 | ARG | BRA | JAR 13 | ZZDA DNQ |         |         |         |         |     |        |         |         |     |         |     |     | NC  | 0   |
| 1980 | Shadow Cars            | Shadow DN12    | Ford V8 |     |     |        |          | BEL DNQ | MON DNQ | FRA DNQ | VB      | NEM | AVT    |         |         |     |         |     |     | NC  | 0   |
| 1980 | Unipart Racing Team    | Ensign N180    | Ford V8 |     |     |        |          |         |         |         |         |     |        | NIZ Ret | ITA DNQ | KAN |         |     |     | NC  | 0   |
| 1980 | RAM Theodore           | Williams FW07B | Ford V8 |     |     |        |          |         |         |         |         |     |        |         |         |     | ZDA DNQ |     |     | NC  | 0   |
| 1982 | Theodore Racing Team   | Theodore TY02  | Ford V8 | JAR | BRA | ZZDA   | SMR      | BEL     | MON     | VZDA    | KAN Ret | NIZ | VB     |         |         |     |         |     |     | NC  | 0   |
| 1982 | John Player Team Lotus | Lotus 91       | Ford V8 |     |     |        |          |         |         |         |         |     |        | FRA 12  | NEM     | AVT | ŠVI     | ITA | LVE | NC  | 0   |